# Heinrichsthaler Forst
Der Heinrichsthaler Forst ist ein 26,75 km² großes, komplett bewaldetes gemeindefreies Gebiet im Landkreis Aschaffenburg im bayerischen Spessart.

## Geographie

Gemeindefreies Gebiet Heinrichsthaler Forst

Gemarkung Heinrichsthaler Forst

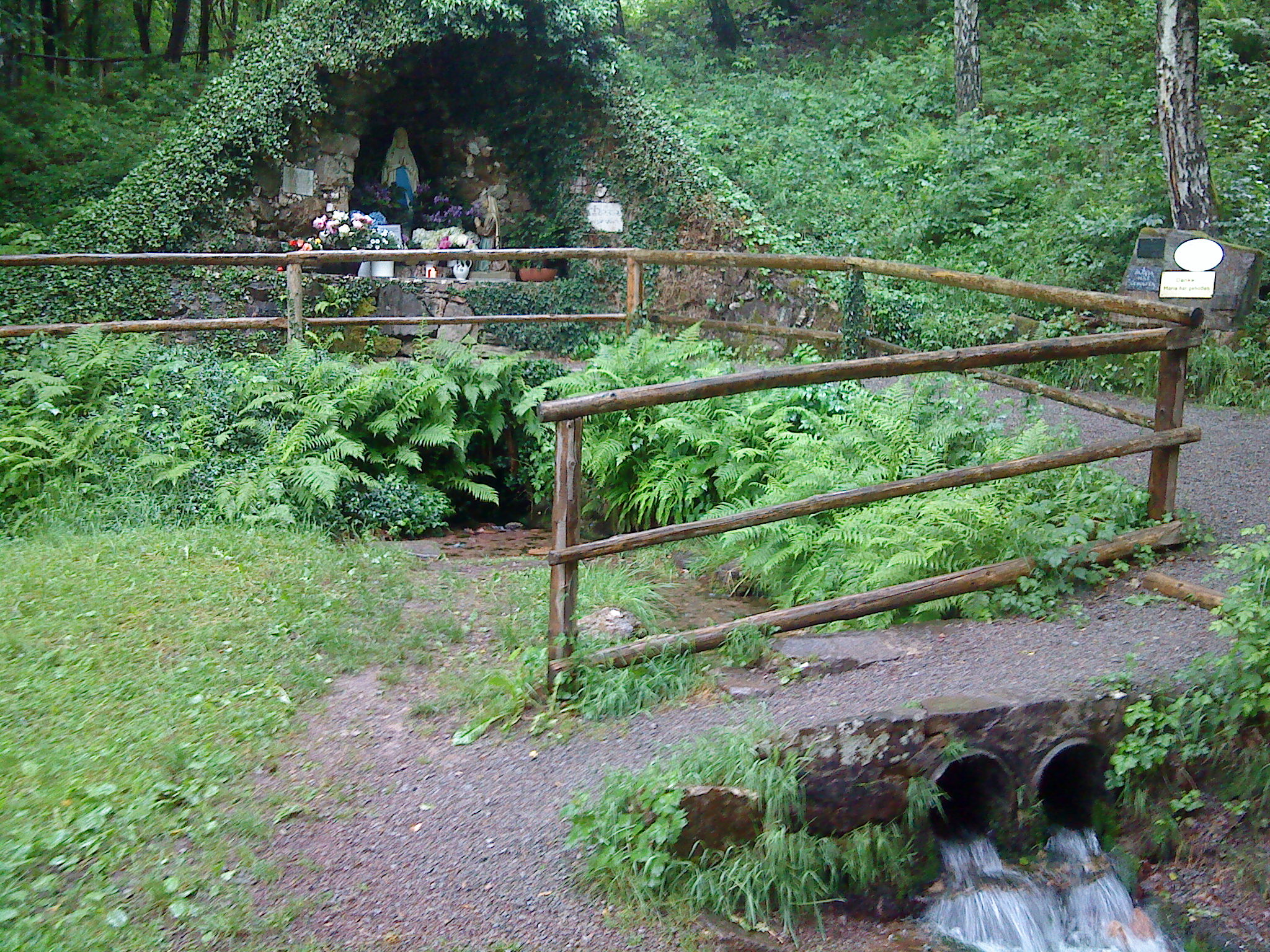
Bächlesbrunnen und Mariengrotte

### Lage
Der Heinrichsthaler Forst ist das flächenmäßig drittgrößte gemeindefreie Gebiet im Landkreis und gehört zu den 15 größten in Bayern. Er liegt südwestlich bzw. südöstlich von Heinrichsthal. Die namensgebende Gemeinde teilt ihn in zwei getrennte Bereiche. Der höchste Punkt im Heinrichsthaler Forst ist der Gipfel des Spindelbergs mit 520 m ü. NHN, der niedrigste liegt mit 243 m ü. NHN im Tal links des Lohrbaches zwischen Neuhütten und Wiesthal. Der Frammersbacher Ortsteil Habichsthal wird fast vollständig vom gemeindefreien Gebiet umschlossen.

### Berge
Berggipfel, die vollständig im Heinrichsthaler Forst liegen, sind (nach Höhe sortiert):
| Name des Berges | Höhe in Meter |
| --------------- | ------------- |
| Spindelberg     | 520           |
| Bremersberg     | 492           |
| Ludwigshöhe     | 484           |
| Sandkopf        | 483           |
| Stallberg       | 470           |
| Bornrain        | 449           |
| Adamsberg       | 437           |
| Büttenberg      | 431           |
| Hartruck        | 425           |
| Baßhöhe         | 419           |
| Pfaffenberg     | 404           |
| Münzberg        | 394           |
| Hohberg         | 386           |
| Ebershang       | 346           |

### Nachbargemeinden
| Gemeinde Heinrichsthal                        | Wiesener Forst (Gemeindefreies Gebiet)      |                    |
| Schöllkrippener Forst (Gemeindefreies Gebiet) | Kompassrose, die auf Nachbargemeinden zeigt | Markt Frammersbach |
| Gemeinde Heigenbrücken                        | Gemeinde Neuhütten                          | Gemeinde Wiesthal  |

## Kultur und Sehenswürdigkeiten
- Im südlichen Teil des Areals liegt der Bächlesbrunnen, eine größere Quelle mit Mariengrotte.

## Naturschutz
Auf dem Gebiet des Heinrichsthaler Forstes liegt teilweise das Naturschutzgebiet Spessartwiesen (NSG-00586.01).

## Verkehr
Durch den Heinrichsthaler Forst verlaufen am westlichen Rand die Kreisstraße AB 2 (Spessart-Höhenstraße) sowie im Lohrgrund die AB 23 und AB 7. Von Heinrichsthal nach Habichsthal führt die Kreisstraße AB 20 durch das gemeindefreie Gebiet. Durch den Heinrichsthaler Forst verläuft der Kahltal-Spessart-Radweg.